# RSC Anderlecht in het seizoen 1967/68
Een overzicht van RSC Anderlecht in het seizoen 1967/68, waarin de club voor de vijfde keer op rij kampioen werd.

## Spelerskern
| Naam                 | Nationaliteit  | Geboortedatum | Vorige club                      |
| -------------------- | -------------- | ------------- | -------------------------------- |
| Keepers              |                |               |                                  |
| Jean Trappeniers     | België         | 13-01-1942    | /                                |
| Hugo Van den Bossche | België         | 02-11-1947    | /                                |
| Zdenko Vukasović     | Joegoslavië    | 19-09-1941    | AA Gent (1965–1967)              |
| Verdedigers          |                |               |                                  |
| Jean Cornelis        | België         | 02-08-1941    | /                                |
| Georges Heylens      | België         | 08-08-1941    | /                                |
| Julien Kialunda      | Congo-Kinshasa | 24-04-1940    | Union Saint-Gilloise (1960–1965) |
| Jean Plaskie         | België         | 24-08-1941    | /                                |
| Jos Volders          | België         | 30-12-1949    | /                                |
| Middenvelders        |                |               |                                  |
| Pierre Geys          | België         | 29-04-1948    | /                                |
| Pierre Hanon         | België         | 29-12-1936    | /                                |
| Jef Jurion           | België         | 24-02-1937    | FC Ruisbroek (1953–1954)         |
| Maurice Martens      | België         | 05-06-1947    | /                                |
| Jacques Van Welle    | België         | 10-09-1947    | /                                |
| Aanvallers           |                |               |                                  |
| Gerard Bergholtz     | Nederland      | 29-08-1939    | Feyenoord (1961–1965)            |
| Johan Devrindt       | België         | 14-04-1945    | Overpelt Fabriek (1962–1964)     |
| Jos Kuterna          | België         | 23-04-1949    | KSV Willebroek (1966–1967)       |
| Jan Mulder           | Nederland      | 04-05-1945    | Winschoten VV (1963–1965)        |
| Wilfried Puis        | België         | 18-02-1943    | VG Oostende (1959–1960)          |
| Jacques Teugels      | België         | 03-08-1946    | /                                |
| Paul Van den Berg    | België         | 11-10-1936    | Standard Luik (1965–1967)        |
| Paul Van Himst       | België         | 20-10-1943    | /                                |

### Technische staf
| Functie         | Naam                | Nationaliteit | Opmerking                         |
| --------------- | ------------------- | ------------- | --------------------------------- |
| Coach           | András Béres        | Hongarije     | Ontslagen op 15 januari 1968.     |
| Assistent-coach | Arnold Deraeymaeker | België        | Hoofdcoach vanaf 16 januari 1968. |
| Conditietrainer | Michel Verschueren  | België        |                                   |
| Kinesitherapeut | Fernand Beeckman    | België        |                                   |

## Resultaten
Een overzicht van de competities waaraan Anderlecht in het seizoen 1967-1968 deelnam.
| Seizoen 1967/68  | Seizoen 1967/68 | Seizoen 1967/68                   |
| Competitie       | Resultaat       | Uitgeschakeld door / Tegenstander |
| ---------------- | --------------- | --------------------------------- |
| Eerste Klasse    | Kampioen        |                                   |
| Beker van België | 1/8 finale      | Club Brugge                       |
| Europacup I      | 1/8 finale      | Sparta Praag                      |

## Transfers

### Zomer
| Naam                | Nationaliteit  | Van/naar           | Type       |
| ------------------- | -------------- | ------------------ | ---------- |
| Inkomend            |                |                    |            |
| Paul Van den Berg   | België         | Standard Luik      | Gekocht    |
| Jos Kuterna         | België         | KSV Willebroek     | Gekocht    |
| Zdenko Vukasović    | Joegoslavië    | AA Gent            | Gekocht    |
| Uitgaand            |                |                    |            |
| Julien Onclin       | België         | Standard Luik      | Verkocht   |
| Jacques Taelemans   | België         | Eendracht Aalst    | Verkocht   |
| Wantuil da Trindade | Brazilië       | Crossing Molenbeek | Verkocht   |
| Zacharie Konkwe     | Congo-Kinshasa | RA Marchiennoise   | Verkocht   |
| Jorge Cayuela       | Spanje         | Valencia           | Verkocht   |
| Gerhard Mair        | Oostenrijk     | Club Brugge        | Einde huur |

## Competitie

### Klassement
|         |    |                             | P  | W  | G | V  | +  | -  | DS  | Ptn |
| ------- | -- | --------------------------- | -- | -- | - | -- | -- | -- | --- | --- |
| K       | 1  | RSC Anderlechtois           | 30 | 20 | 6 | 4  | 67 | 24 | 43  | 46  |
| (beker) | 2  | RFC Brugeois                | 30 | 19 | 7 | 4  | 53 | 21 | 32  | 45  |
|         | 3  | R. Standard Club Liégeois   | 30 | 16 | 8 | 6  | 53 | 31 | 22  | 40  |
|         | 4  | KSV Waregem                 | 30 | 14 | 8 | 8  | 42 | 35 | 7   | 36  |
|         | 5  | K. Sint-Truidense VV        | 30 | 14 | 6 | 10 | 52 | 38 | 14  | 34  |
|         | 6  | R. Beerschot AC             | 30 | 11 | 7 | 12 | 42 | 38 | 4   | 29  |
|         | 7  | K. Lierse SK                | 30 | 12 | 3 | 15 | 50 | 66 | −16 | 27  |
|         | 8  | R. Charleroi SC             | 30 | 11 | 5 | 14 | 33 | 39 | −6  | 27  |
|         | 9  | R. Daring Club de Bruxelles | 30 | 11 | 5 | 14 | 39 | 54 | −15 | 27  |
|         | 10 | RFC Liégeois                | 30 | 10 | 7 | 13 | 32 | 41 | −9  | 27  |
|         | 11 | R. Racing White             | 30 | 9  | 9 | 12 | 41 | 44 | −3  | 27  |
|         | 12 | K. Beeringen FC             | 30 | 11 | 4 | 15 | 42 | 50 | −8  | 26  |
|         | 13 | SK Beveren-Waas             | 30 | 9  | 7 | 14 | 30 | 42 | −12 | 25  |
|         | 14 | KFC Malinois                | 30 | 9  | 5 | 16 | 32 | 41 | −9  | 23  |
| D       | 15 | R. Antwerp FC               | 30 | 6  | 9 | 15 | 23 | 42 | −19 | 21  |
| D       | 16 | R. OC de Charleroi          | 30 | 8  | 4 | 18 | 29 | 54 | −25 | 20  |

P: wedstrijden gespeeld, W: wedstrijden gewonnen, G: gelijke spelen, V: wedstrijden verloren, +: gescoorde doelpunten, -: doelpunten tegen, DS: doelsaldo, Ptn: totaal punten
K: kampioen, D: degradeert, (beker): bekerwinnaar

## Statistieken
De spelers met de meeste wedstrijden zijn in het groen aangeduid, de speler met de meeste doelpunten en wedstrijden in het geel.
| Naam                 | Eerste klasse | Eerste klasse | Beker van België | Beker van België | Europacup I | Europacup I | Totaal | Totaal |
| Naam                 | Wed           | Goals         | Wed              | Goals            | Wed         | Goals       | Wed    | Goals  |
| -------------------- | ------------- | ------------- | ---------------- | ---------------- | ----------- | ----------- | ------ | ------ |
| Gerard Bergholtz     | 25            | 7             | 3                | 3                | 3           | 1           | 31     | 11     |
| Jean Cornelis        | 24            | 0             | 3                | 0                | 4           | 0           | 31     | 0      |
| Johan Devrindt       | 27            | 17            | 2                | 0                | 4           | 1           | 33     | 18     |
| Pierre Geys          | 5             | 1             | 0                | 0                | 0           | 0           | 5      | 1      |
| Pierre Hanon         | 25            | 3             | 2                | 0                | 3           | 0           | 30     | 3      |
| Georges Heylens      | 30            | 1             | 3                | 0                | 4           | 0           | 37     | 1      |
| Jef Jurion           | 21            | 1             | 3                | 0                | 3           | 1           | 27     | 2      |
| Julien Kialunda      | 24            | 0             | 2                | 0                | 3           | 0           | 29     | 0      |
| Jos Kuterna          | 1             | 0             | 1                | 0                | 0           | 0           | 2      | 0      |
| Maurice Martens      | 7             | 1             | 0                | 0                | 0           | 0           | 7      | 1      |
| Jan Mulder           | 8             | 5             | 2                | 5                | 1           | 2           | 11     | 12     |
| Jean Plaskie         | 29            | 0             | 3                | 0                | 4           | 0           | 36     | 0      |
| Wilfried Puis        | 25            | 4             | 2                | 0                | 4           | 0           | 31     | 4      |
| Jacques Teugels      | 10            | 4             | 0                | 0                | 0           | 0           | 10     | 4      |
| Jean Trappeniers     | 23            | 0             | 2                | 0                | 1           | 0           | 26     | 0      |
| Paul Van den Berg    | 11            | 2             | 2                | 0                | 1           | 0           | 14     | 2      |
| Hugo Van den Bossche | 1             | 0             | 0                | 0                | 0           | 0           | 1      | 0      |
| Paul Van Himst       | 28            | 20            | 2                | 4                | 4           | 5           | 34     | 29     |
| Jacques Van Welle    | 5             | 0             | 1                | 0                | 2           | 0           | 8      | 0      |
| Jos Volders          | 11            | 1             | 0                | 0                | 0           | 0           | 11     | 1      |
| Zdenko Vukasović     | 8             | 0             | 2                | 0                | 3           | 0           | 13     | 0      |

## Individuele prijzen
| Prijs                      | Winnaar          |
| -------------------------- | ---------------- |
| Topscorer in Eerste Klasse | Paul Van Himst * |

* Paul Van Himst deelde deze prijs met Roger Claessen van Standard Luik.

## Afbeeldingen

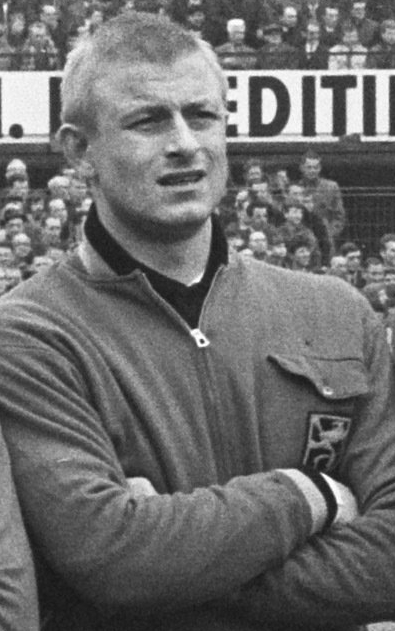
Jean Trappeniers (doelman)
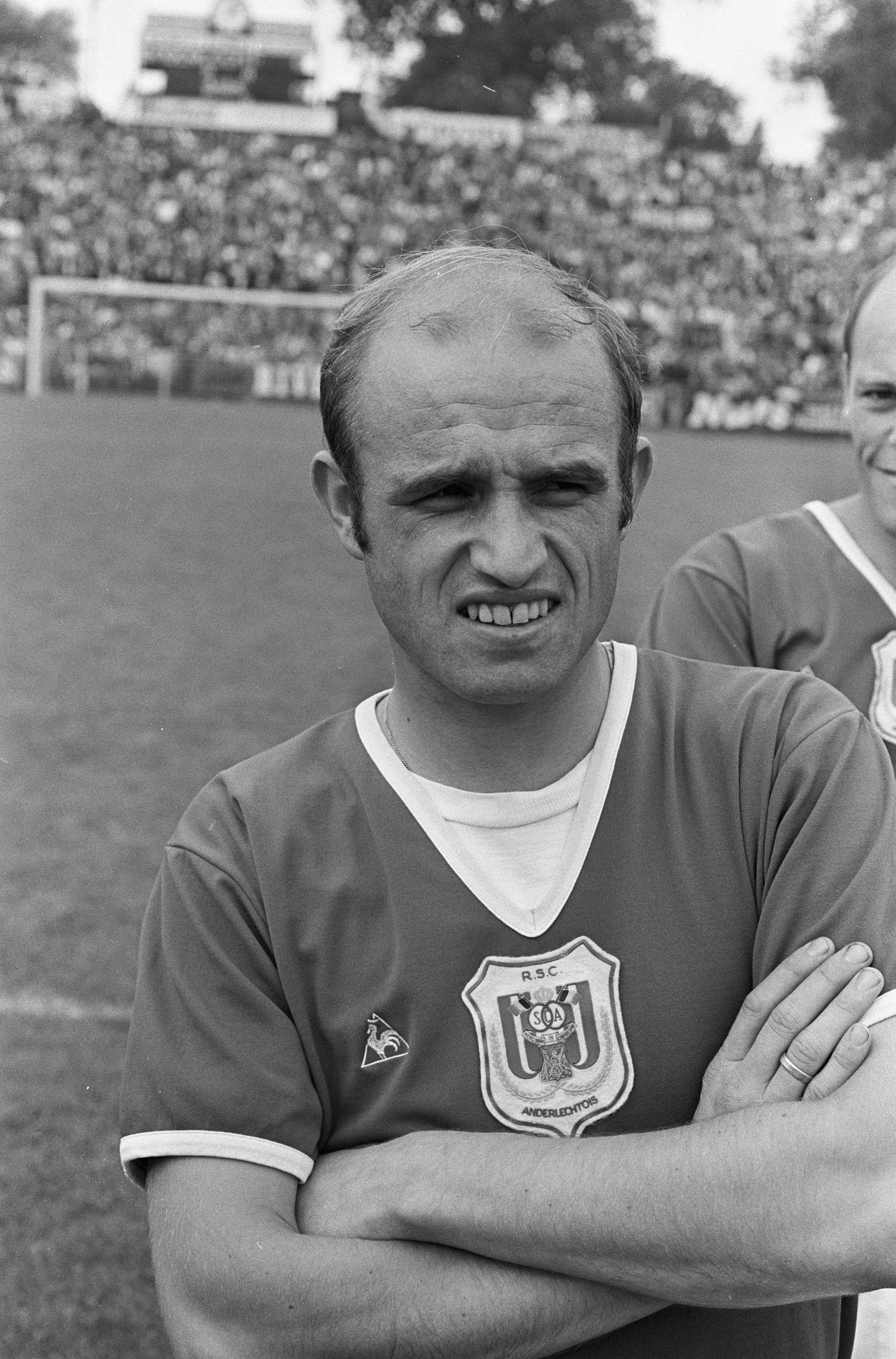
Georges Heylens (verdediger)
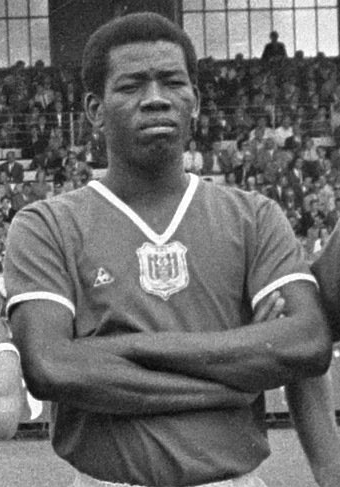
Julien Kialunda (verdediger)
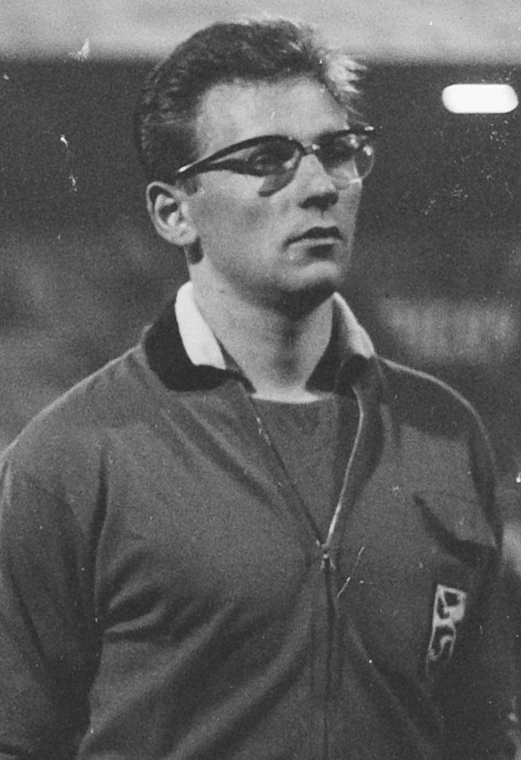
Jef Jurion (middenvelder)
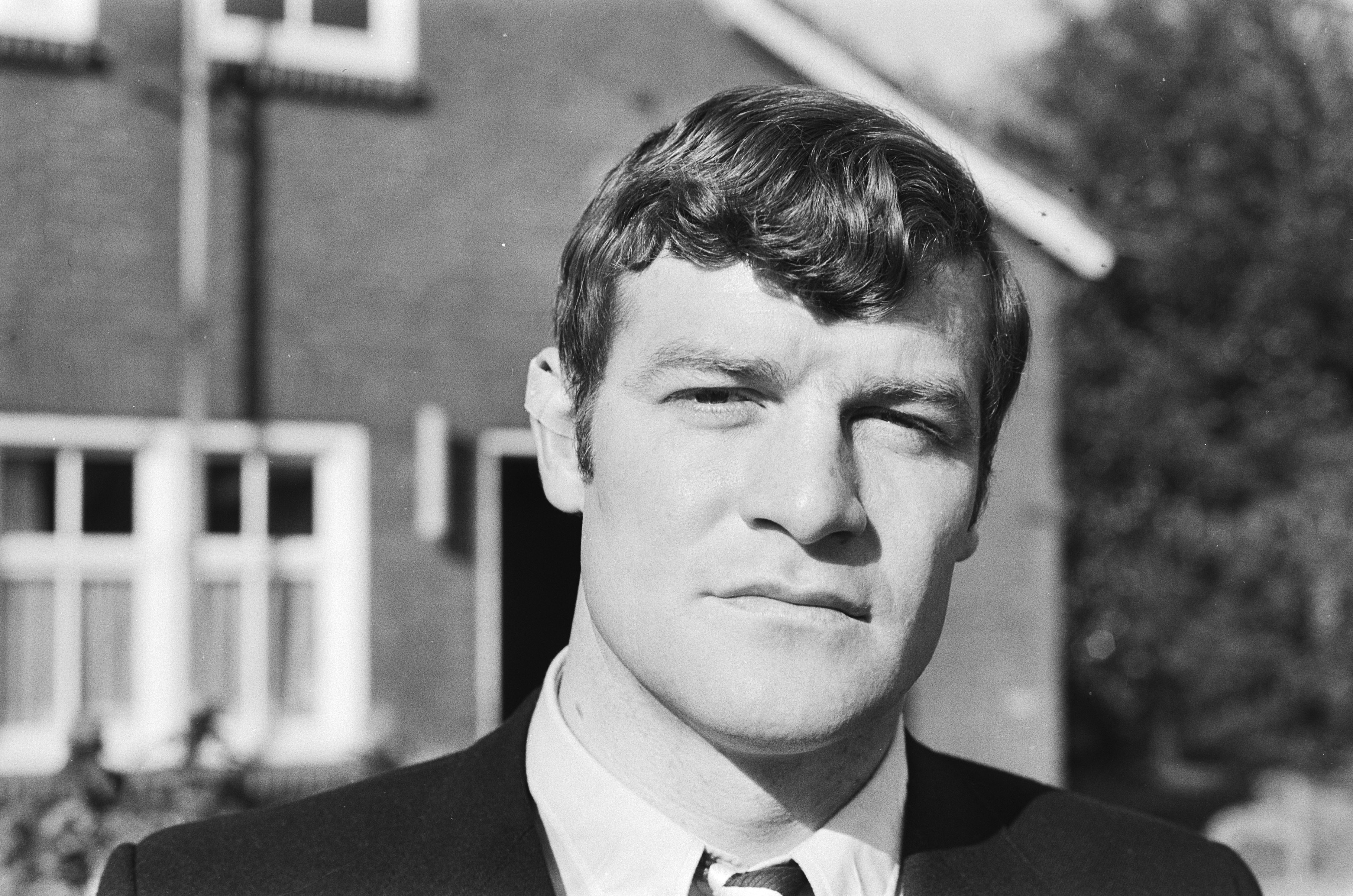
Johan Devrindt (aanvaller)
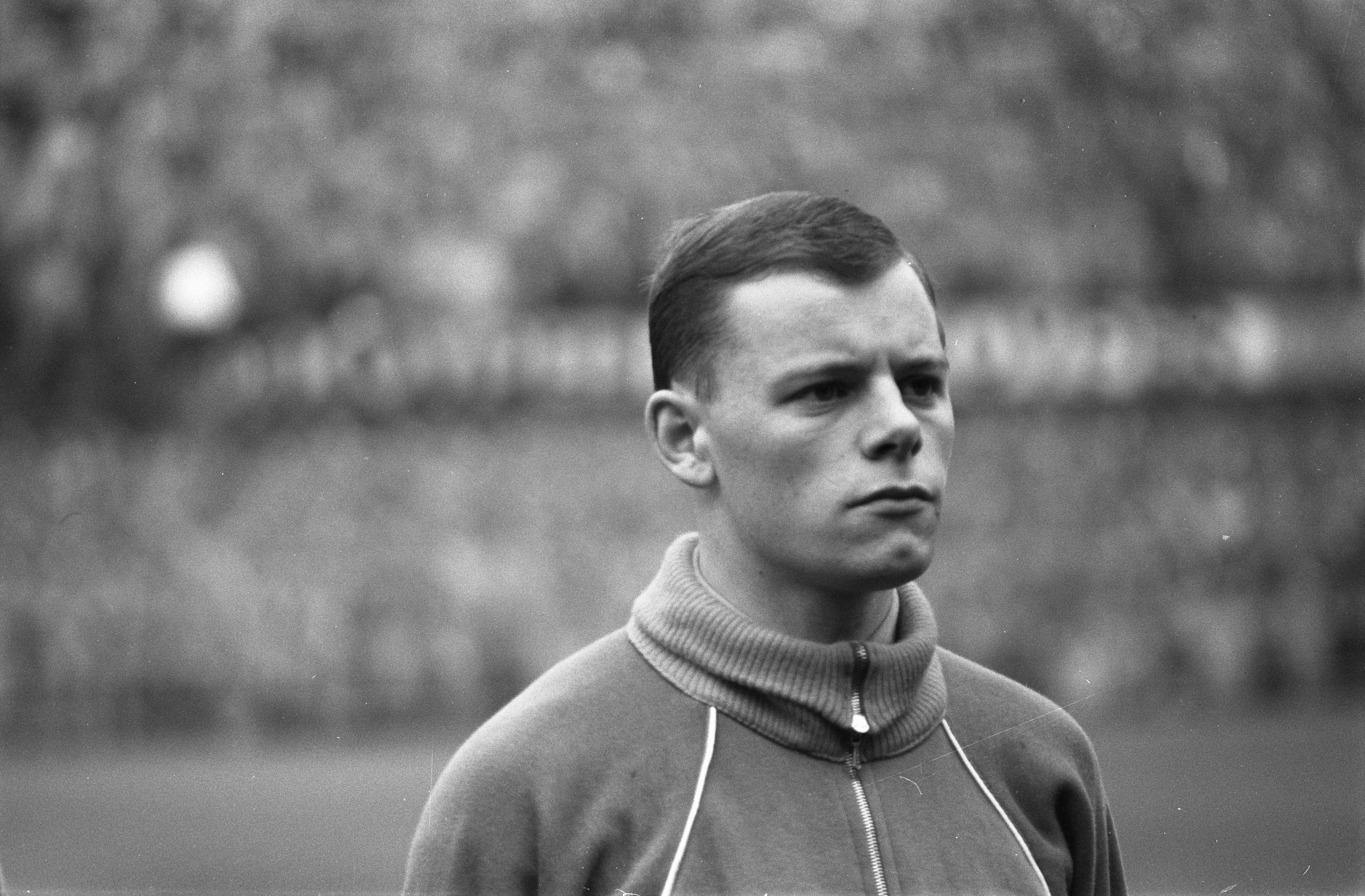
Gerard Bergholtz (aanvaller)
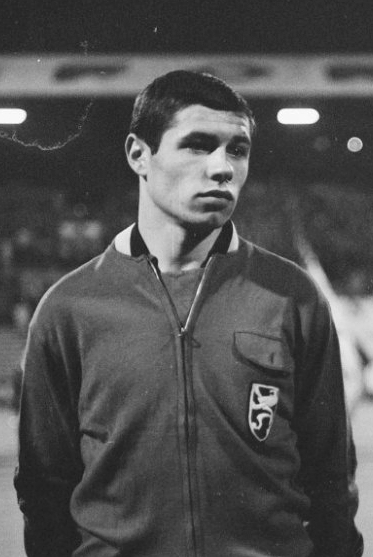
Wilfried Puis (aanvaller)
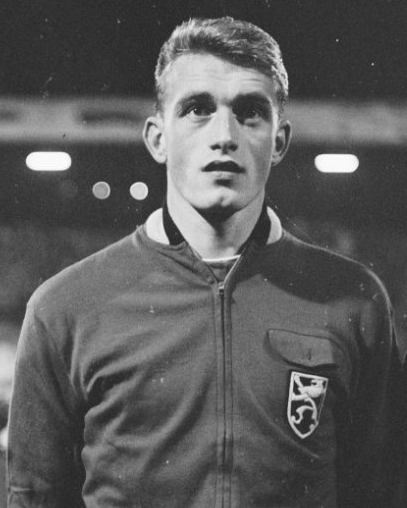
Paul Van Himst (aanvaller)
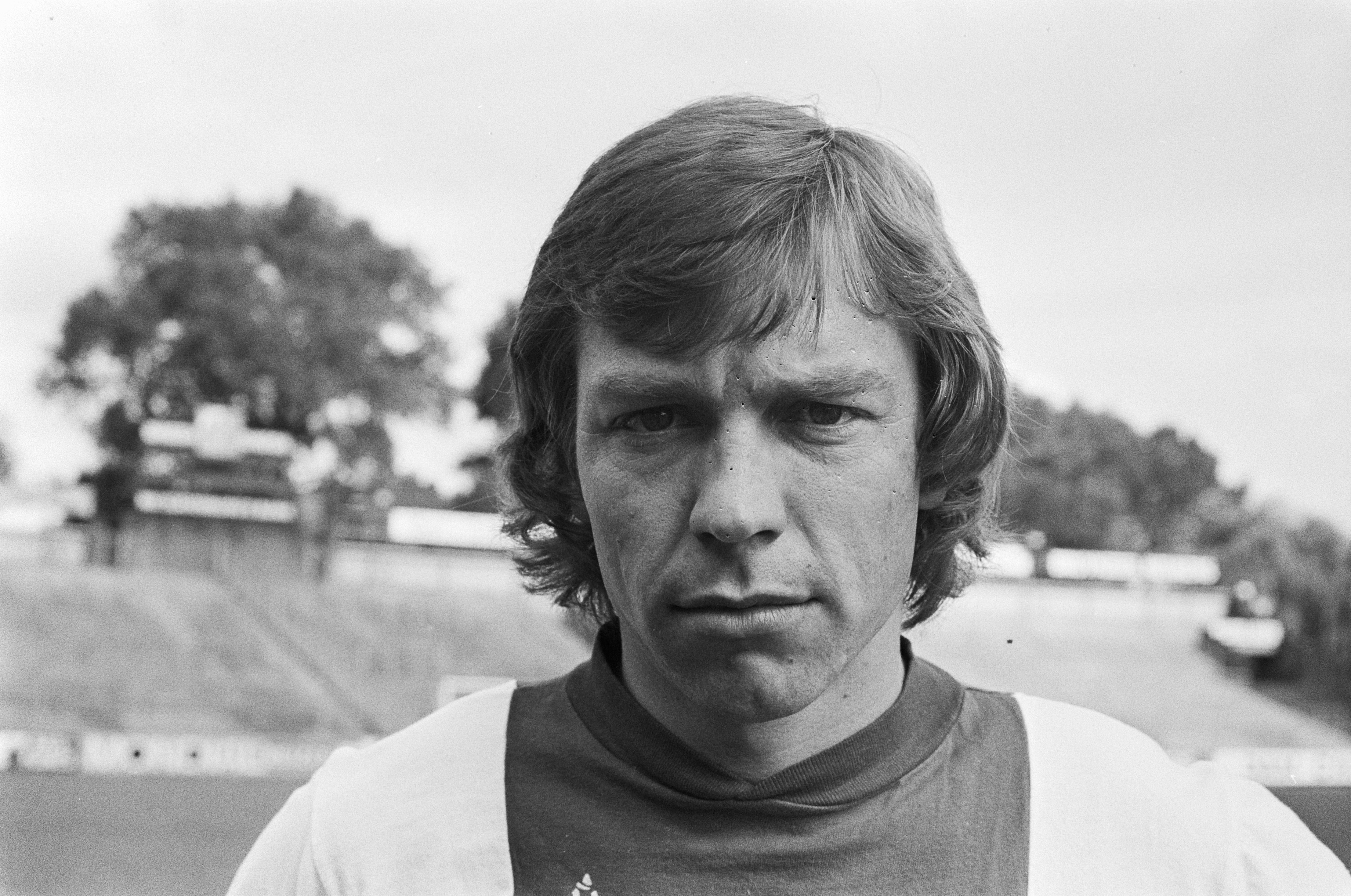
Jan Mulder (aanvaller)